# Cabin Fever (pel·lícula de 2002)
Cabin Fever és una pel·lícula estatunidenca de comèdia de terror del 2002 coescrita i dirigida per Eli Roth (en el seu debut com a director) i protagonitzat per Rider Strong, Jordan Ladd, James DeBello, Cerina Vincent, Joey Kern i Giuseppe Andrews. La història segueix un grup de graduats universitaris que lloguen una cabana al bosc i comencen a ser víctimes d'una malaltia carnívora. La inspiració per a la història de la pel·lícula va venir d'una experiència de la vida real durant un viatge a Islàndia quan Roth va desenvolupar una infecció a la pell.

## Argument
Henry, un ermità que camina pel bosc, es troba amb el seu gos, mort d'una infecció a la sang i s'infecta ell mateix pel contacte amb la sang del seu gos. Mentrestant, els estudiants universitaris Jeff, Marcy, Paul, Karen i Bert prenen unes vacances a una cabana remota per celebrar el les vacances d'octubre. En Bert marxa a caçar esquirols, però accidentalment dispara i encara més fereix l'ara desfigurat i sagnant Henry. Malgrat les peticions d'ajuda d'Henry, en Bert fuig i roman en silenci sobre l'incident.
Els estudiants es reuneixen al voltant d'una foguera aquella nit, on se'ls uneix un simpàtic rodamon anomenat Grimm i el seu gos, el Dr. Mambo. Quan plou, Grimm marxa amb el seu gos a empaquetar les seves pertinences. Mentre els amics esperen a Grimm, Henry torna demanant ajuda. Quan en Bert tanca la porta a l'ermità malalt, intenta robar el cotxe del grup mentre vomita sang. Quan Henry s'acosta a Marcy i Karen, Paul li incendia accidentalment. Mentre busquen ajuda l'endemà, en Jeff i en Bert es troben amb una carnissera, però se'n van després de saber que és la cosina d'en Henry. Paul rep l'ajuda del policia Winston, que promet enviar una grúa. Paul intenta consolar la Karen, que està molesta per l'assassinat d'Henry. Després de calmar-la, Paul intenta mantenir relacions sexuals amb ella; mentre posa la mà entre les seves cames, descobreix una ferida sagnant i infectada a la seva cuixa. El grup l'aïlla en un cobert.
Després d'arreglar el camió, en Bert tos sang però no diu als altres que evitin el pànic. En Bert marxa després que Paul i Jeff descobreixin que ha agafat la malaltia. Jeff agafa la cervesa restant i se'n va, aterrit d'infectar-se. En Bert busca ajuda en una botiga a l'abast, però enfada el propietari després que el seu fill, Dennis, el mossegui. En Bert fuig, perseguit pel pare de Dennis i dos amics. A la cabana, a la Marcy li preocupa que tots contraguin la malaltia. Paul la consola i tenen sexe impulsivament. Poc després, surt de la cabana per trobar en Jeff, mentre la Marcy es banya, plorant. Mentre s'afaita les cames, la carn comença a pelar-se i corre a l'exterior presa de pànic, on és menjada viva pel doctor Mambo.
Paul descobreix el cos d'Henry flotant a l'embassament i s'adona que la infecció s'està estenent pel subministrament d'aigua. Tornant a la cabana, Paul troba les restes de Marcy i el Dr. Mambo alimentant-se de la Karen. Després de matar el Dr. Mambo amb l'arma d'en Bert, colpeja la Karen amb una pala per pietat. Un Bert moribund torna a la cabana perseguit pel pare de Dennis i els seus dos companys. El grup mata en Bert, i Paul els mata a tots tres. Paul busca Jeff; en canvi, troba el cadàver de Grimm en una cova. Paul agafa el camió de la botiga a l'abast i, mentre condueix, descobreix que està infectat abans de colpejar un cérvol. Es retroba amb el polkicia Winston, que està de festa amb bevedors menors d'edat. En Paul demana que el portin a l'hospital, però abans que el grup se'n vagi, Winston rep l'ordre de matar diverses persones infectades en una matança.
Paul ataca però no mata Winston. Corre cap al carrer concorregut, intentant agafar un passeig però cau inconscient. Un vehicle que passa sí s'atura per recollir-lo i el deixa a un hospital. Els metges, sense saber-ho, demanen que sigui transportat a un altre centre mèdic, pel policia Winston.
Jeff, que ha estat amagat i bevent al bosc, torna a la cabana l'endemà. Inicialment plorant després de veure les restes dels seus amics, s'extasia en adonar-se que és l'únic supervivent. Mentre aixeca els braços en la victòria, és assassinat per la policia local i el seu cos cremat amb les restes de Bert i Karen. El xèrif li pregunta a Winston si va tenir cura de Paul.
Un nen i una noia obtenen aigua del llac per a la seva parada de llimonada, sense adonar-se que un Paul amb prou feines viu és al llac i que ara l'aigua està contaminada. El xèrif i els seus adjunts passen per la botiga a l'abast, propietat de l'avi dels nens, on compren gots de llimonada, contaminats per l'aigua contaminada.

## Repartiment
- Rider Strong com a Paul
- Jordan Ladd com a Karen
- James DeBello com a Bert
- Cerina Vincent com a Marcy
- Joey Kern com a Jeff
- Arie Verveen com a Henry, l'ermità
- Giuseppe Andrews com a policia Winston
- Eli Roth com a Justin / Grimm[2]
- Adam Roth com el feliç noi calb
- Robert Harris com el vell Cadwell
- Hal Courtney com a Tommy
- Matthew Helms com a Dennis
- Richard Boone com Fenster
- Tim Parati com a Andy
- Rock (gos) com el Dr. Mambo

## Producció

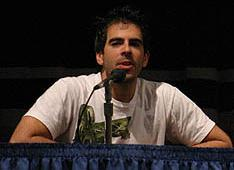
Director Eli Roth

### Escriptura del guió
Eli Roth va coescriure Cabin Fever amb l'amic i antic company de pis de la NYU Randy Pearlstein el 1995 mentre Roth treballava com a assistent de producció de Howard Stern a Parts íntimes. Roth es va inspirar per escriure el guió després de tenir una intensa infecció de la pell després de treballara en una granja a Islàndia. Els primers intents de vendre el guió van ser infructuosos perquè els estudis consideraven que el gènere de terror s'havia tornat poc rendible. El 1996, la pel·lícula Scream es va estrenar amb un gran èxit, i va portar els estudis a interessar-se una vegada més per les propietats de terror. Roth encara no va poder vendre el seu guió, ja que els estudis li van dir que hauria de ser més com Scream. Molts financers potencials també van trobar que el contingut de la pel·lícula era inquietant, inclòs no sols el gore sinó també l'ús de la paraula "nigger" al començament de la pel·lícula.
Diversos elements del guió es van inspirar en les pel·lícules de terror preferides de Roth, com ara La matança de Texas (1974), L'última casa de l'esquerra (1972), i Possessió infernal (1981). David Lynch, amb qui Roth havia treballat durant les primeres etapes del seu carrera, havia signat com a productor executiu de la pel·lícula. Tanmateix, Lynch no s'acredita al producte final.

### Càsting
Les audicions per al personatge de Marcy s'havien programat per a l'11 de setembre de 2001. L'escena que els productors havien escollit per a les actrius de les audicions era l'escena de sexe de Marcy amb Paul. A l'escena, Marcy està convençuda que tots els estudiants estan condemnats i, malgrat que Paul la tranquilitza, descriu la seva situació com "com estar en un avió, quan saps que s'estavellarà. Tothom al teu voltant crida: 'Estem baixant! Anem baixant!' i tot el que vols fer és agafar la persona del teu costat i follar-la, perquè saps que aviat moriràs, de totes maneres". Eli Roth i els productors van intentar cancel·lar les audicions de Marcy, però el caos general causat pels atacs va fer que no poguessin arribar a moltes de les actrius que estaven previstes per provar el paper. L'octubre de 2001, Jordan Ladd i James DeBello van entrar en negociacions per unir-se a la pel·lícula. Michael Rosenbaum havia de protagonitzar la pel·lícula, però més tard deixaria el projecte.

### Rodatge
El rodatge de Cabin Fever va començar a finals de 2001 i va durar 24 dies, a Carolina del Nord. La producció es va aturar després d'un dia de rodatge a causa d'un ensurt d'àntrax. Segons Roth, el rodatge es va interrompre per segona vegada a causa d'una disputa sindical. Les escenes de cabana es van filmar a la cabana de Catawba, un lloc aïllat a la Reserva Scout Raven Knob, prop de Mt. Airy, NC. Originalment, Roth volia que Cerina Vincent mostrés les seves natges nues durant la seva escena de sexe amb Rider Strong, Vincent, que abans havia interpretat a una estudiant d’intercanvi nua a No és una altra estúpida pel·lícula americana (2001), tenia por que exposar-se massa la portaria a ser etiquetada com a actriu de nuesa i es va negar amb vehemència a mostrar les natges. Al cim d'aquest conflicte entre els dos, Vincent li va dir a Roth que si volia tant la foto, hauria de tornar a fer el paper amb una altra actriu, però van aconseguir arribar a un compromís, en el qual Vincent va mostrar una polzada de les seves natges a càmera abans que Roth la mesurés perquè fos precisa. Després es van enganxar els llençols a la part posterior al nivell designat i es va filmar l'escena.

### Música
El compositor Angelo Badalamenti va acceptar compondre alguns temes musicals per a la pel·lícula per entusiasme pel material. No obstant això, la major part de la partitura de la pel·lícula va ser composta per Nathan Barr. Alguna de la música seleccionada per a la pel·lícula va ser escollida deliberadament per Roth per la seva connexió amb altres pel·lícules de terror; a l'escena inicial, per exemple, mentre els personatges principals condueixen cap a la cabana, està sonant a la ràdio "The Road Leads to Nowhere", una cançó escrita i gravada per a L'última casa de l'esquerra (1972).

## Estrena
La pel·lícula es va estrenar a la secció Midnight Madness del Festival Internacional de Cinema de Toronto (TIFF) el setembre de 2002 i va ser el llargmetratge de cloenda del festival. Després de l'èxit al TIFF, els drets de distribució de la pel·lícula es van vendre a Lionsgate per 3,5 milions de dòlars. Cabin Fever es va estrenar als Estats Units el 12 de setembre de 2003; va aterrar al número 3 durant el cap de setmana d'obertura, amb una recaptació de 8,3 milions de dòlars en 2.087 sales (una mitjana de 4.137 dòlars per pantalla). La pel·lícula va acabar el seu recorregut a les sales amb una recaptació de 21,2 milions de dòlars als EUA i Canadà i 30,6 milions de dòlars a tot el món, que la converteix en la pel·lícula més taquillera estrenada per Lionsgate d'aquesta any.
Cabin Fever es va publicar en VHS i DVD el març de 2004, que inclou comentaris d'àudio amb el director Eli Roth i el repartiment principal, així com un featurette titulat "Beneath the Skin", que proporciones una visió de darrere le escenes de la pel·lícula. El Blu-ray es va llançar el febrer de 2010 , amb la versió editada de Roth de la pel·lícula que es va projectar al TIFF. El Blu-ray es va crear a partir del negatiu original de la càmera de la pel·lícula supervisat per Roth i inclou un nou comentari d'àudio amb Roth i el repartiment principal, així com una galeria de fotos rares entre bastidors.

## Recepció crítica
Uproxx va informar que Cabin Fever va obtenir crítiques "millors que la mitjana". Alguns crítics van felicitar les actuacions dels protagonistes com a "sòlides" mentre que altres les van jutjar simplement "adequades". Els seus personatges, tanmateix, van rebre reaccions negatives: Manohla Dargis d’IGN i Los Angeles Times els van descriure, respectivament, com a estereotipats i "monumentalment irritants". A més, IGN i Dargis van criticar la manca d'ensurts de la pel·lícula, oferint més acudits i gore. Stephen Holden de The New York Times i Peter Travers de Rolling Stone no estaven d'acord; Holden va dir que Cabin Fever "troba una barreja inusualment potent de por, gore i humor negre", i Travers ho va anomenar "uuna explosió de diversió sagnant que simplement no s'aturarà". Kim Newman a Empire i Maitland McDonagh a TV Guide van atorgar a Cabin Fever tres estrelles de cinc.
Els crítics van observar l'homenatge de la pel·lícula a les pel·lícules de terror i thriller de baix pressupost, com ara La nit dels morts vivents, Deliverance, La matança de Texas , Possessió infernal (i la seva seqüela), i El projecte de la bruixa de Blair. IGN va dir que Cabin Fever "lluita valentament per ser alhora una addició digna i un homenatge simultani a aquests gèneres... esdevenint, en canvi, una llosa de schlock agradable", criticant el seu fracàs per reinventar les pel·lícules que van inspirar la de Roth. Per contra, Newman va dir: "Hi ha una línia fina entre homenatge i simplement robar, però l'escriptor i director Eli Roth gestiona sobretot el primer". Stephen Hunter a The Washington Post va dir Cabin Fever és comparativament pobre The Evil Dead i The Blair Witch Project, descrivint-la com "un grau fort i derivat del terror de sèrie Z sense una particular distinció". McDonagh va dir que Cabin Fever era "més Els gossos de palla que La nit dels morts vivents, citant el seu tema de la "degeneració de les relacions sota pressió".
Alguns crítics van dir que Cabin Fever patia inconsistències de gènere i to, i Roger Ebert al Chicago Sun-Times comparava el defecte amb "els nens en aquells jocs d'arcade on l'objectiu s'il·lumina i l'has de prémer". Ebert va criticar que la pel·lícula alterna entre horror i "humor estrany", no arribar enlloc; va dir que "podria desenvolupar la seva història de pesta d'una manera seriosa, com una foto de George Romero o 28 Days Later". Owen Gleiberman a Entertainment Weekly va dir: "Cabin Fever és el que hauria semblat 28 Days Later si s'hagués fet sense estil, subtilesa, fotografia de vídeo grunge nocturna o pretensions apocalíptiques de moda." Ebert va donar Cabin Fever, una estrella i mitja de quatre.
El lloc web d'agregació de ressenyes Rotten Tomatoes dona a la pel·lícula una puntuació del 62% basada en 140 ressenyes, amb una valoració mitjana de 5,92/10. El consens del lloc web diu: "Més sagnant que espantós, Cabin Fever es conforma amb retre homenatge a les convencions del gènere en lloc de reinventar-les." A Metacritic, la pel·lícula va obtenir "crítiques mixtes o mitjanes", amb una mitjana ponderada de 56 sobre 100 basada en 31 ressenyes. Peter Jackson, el director de la sèrie de pel·lícules El Senyor dels Anells sèrie de pel·lícules, va ser un notable fan de Cabin Fever. Després d'haver vist la pel·lícula d'una impressió que se li va enviar, Jackson va suspendre la producció d'El Retorn del Rei dues vegades a Nova Zelanda perquè la projectessin als membres del seu repartiment i de la tripulació. Va felicitar la pel·lícula com a "bany de sang implacable i terriblement divertit". Quentin Tarantino també va expressar la seva admiració per Cabin Fever, anomenant Roth "el futur de l'horror".

## Obres relacionades
Roth va revelar en una entrevista del 2010 que havia escrit un tractament per a la seqüela de Cabin Fever com a part de l'acord de distribució de Lionsgate, pitching com "una pel·lícula de terror Song of the South plena de cadàvers i sexe." Com que Lionsgate no estava disposat a produir la seva idea, Roth va confiar a Ti West per dirigir la seqüela completament a partir de la versió pròpia de West. Cabin Fever 2: Spring Fever es va estrenar el 2009. .
Una preqüela de les dues pel·lícules anteriors, Cabin Fever: Patient Zero, va ser dirigida per Kaare Andrews el 2014.Aquell mateix any es va anunciar un remake de Cabin Fever, amb Roth continuant com a productor executiu. Travis Zariwny va dirigir el remake utilitzant el guió original de Cabin Fever coescrit per Roth. Malgrat una acollida mediocre en el seu llançament el 2016, amb els crítics que l'han qualificat de "inútil" i derivativa, Roth va dir que estava genuïnament feliç amb el remake.